# Casa Memorială „Nicolae Iorga”
Casa Memorială „Nicolae Iorga” este un muzeu județean din Botoșani, amplasat în Str. Nicolae Iorga nr. 14. 
Dintre cele 10 locuințe schimbate de familia istoricului în perioada copilăriei și adolescenței sale, este singura clădire ce s-a păstrat din secolul al XIX-lea, fiind atribuită de botoșăneni lui Nicolae Iorga, încă din perioada interbelică, deși familia Iorga a locuit aici în calitate de chiriași între anii 1876 - 1880. 
Casa memorială „Nicolae Iorga” este locul în care se păstrează un important număr de piese cu valoare patrimonială, legate de personalitatea ilustrului istoric Nicolae Iorga. Fotografii originale ale familiei acestuia, ale lui Nicolae Iorga în diferite momente ale vieții sale, diplome de Dr. Honoris Causa primite din partea unor celebre instituții de învățământ din Europa (Sorbona, Cambridge, Roma) și un mare număr de cărți scrise de Nicolae Iorga, multe în ediții princeps, precum și ziare și reviste pe care le-a editat și îndrumat conturează dimensiunea extraordinară a uneia dintre cele mai mari personalități ale culturii românești și universale.  

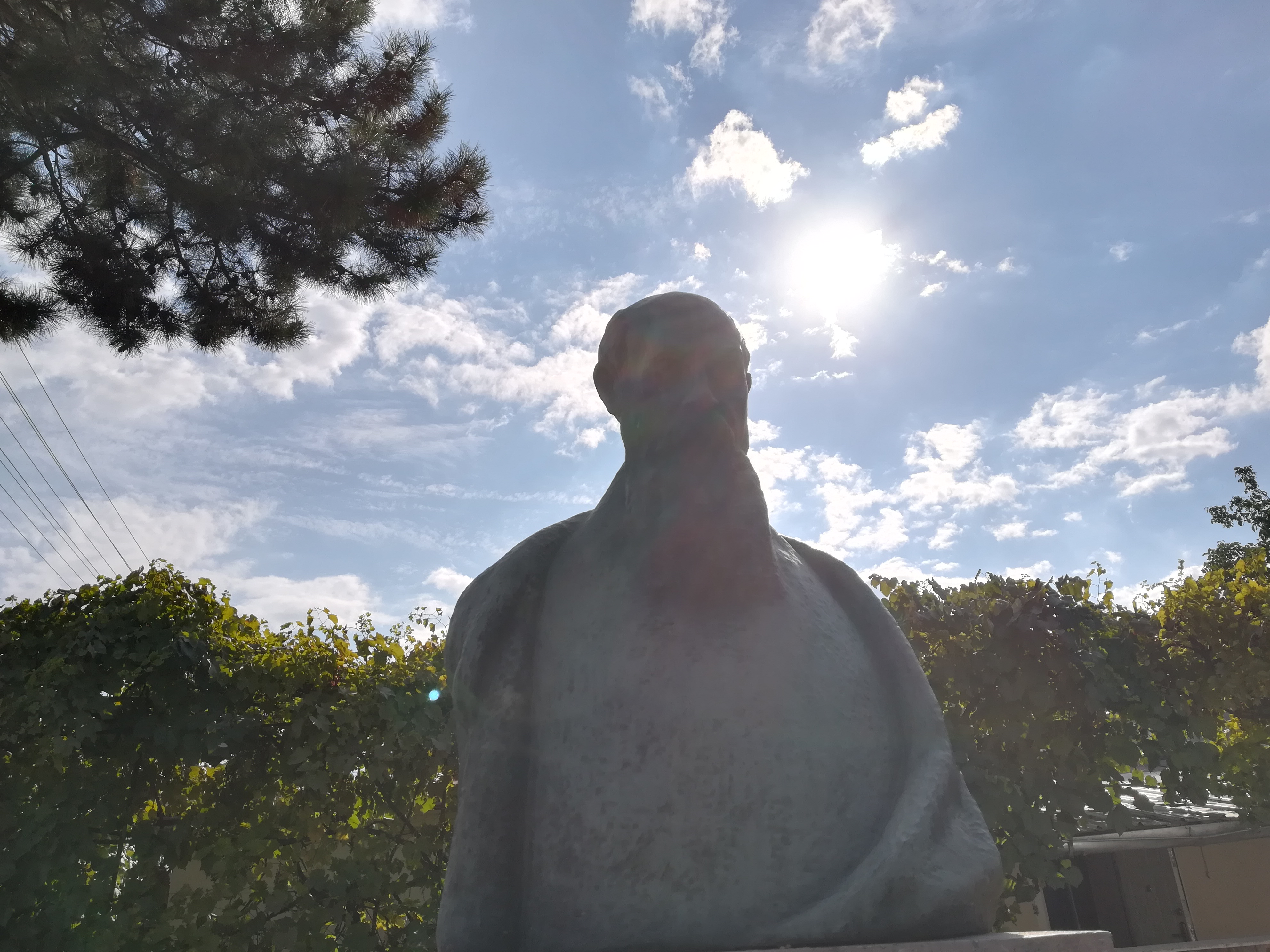
Casa memorială „Nicolae Iorga”

În cele două încăperi ocupate de Zulnia Iorga și de cei doi copii ai săi, Nicolae și George, este prezentată o reconstituire de epocă. Celelalte două încăperi sunt afectate unei expoziții foto - documentare și unei săli multifuncționale unde sunt expuse primele ediții ale operei lui Nicolae Iorga. În prima dintre acestea este adăpostită o bibliotecă istorică, alcătuită din carte curentă achiziționată în ultimii ani. Salonul familiei redă un interior, datând din ultimele decenii ale secolului trecut, aparținând unei familii cu un venit modest, dar cu un trecut prosper, timp în care s-au acumulat o serie de bunuri, provenind din agoniseală proprie sau moștenite de la familiile avute din care proveneau părinții istoricului. În camera copiilor, pasiunea cititului de care era stăpânit fiul cel mare - Nicolae - este sugerată de o etajeră cu cărți, o masă de scris, un sfeșnic cu lumânare. Martoră a primei lecturi, această încăpere beneficiază și ea de o descriere amănunțită în cartea autobiografică a marelui istoric intitulată O viață de om așa cum a fost.
Clădirea muzeului este declarată monument istoric, având codul BT-IV-m-A-02045. Clădirea originală, aflată în stare de ruină în anul 1965, este restaurată complet în stilul arhitecturii populare, având caracteristicile celui mai vechi și mai răspândit tip de locuință de târgoveț din zonă.

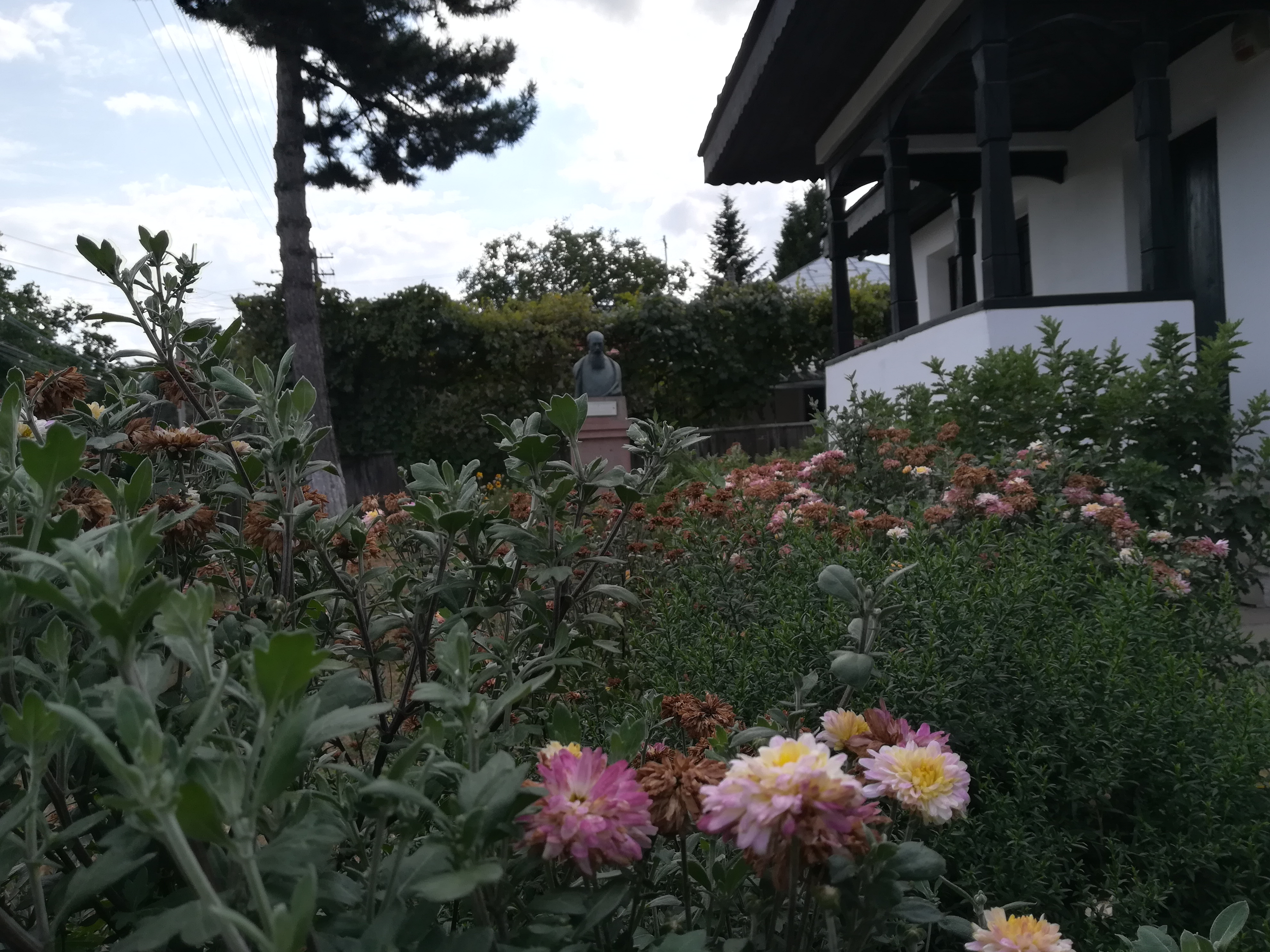
Casa memorială „Nicolae Iorga”